# Bełżyce
Bełżyce este un oraș în Polonia.